# The Real O'Neals
The Real O'Neals es una sitcom estadounidense que se emitió en ABC del 2 de marzo de 2016 al 14 de marzo de 2017. La serie, basada en una idea de Dan Savage (que también se desempeña como productor ejecutivo), fue recogida el 7 de mayo de 2015. La serie se renovó para una segunda temporada el 12 de mayo de 2016, que se estrenó el 11 de octubre de 2016.
El 11 de mayo de 2017, ABC canceló la serie después de dos temporadas.

## Argumento
La serie narra la vida de una familia hiberno-estadounidense muy unida de Chicago con raíces muy católicas y que tienen una muy alta estima de su reputación. Su vida modélica se ve alterada cuando se revelan sus secretos íntimos.

## Reparto

### Reparto principal
| Actor               | Personaje                                    |
| ------------------- | -------------------------------------------- |
| Martha Plimpton     | Eileen O'Neal                                |
| Jay R. Ferguson     | Pat O'Neal                                   |
| Noah Galvin         | Kenneth "Kenny" Christopher Sebastian O'Neal |
| Matt Shively        | Jimmy O'Neal                                 |
| Bebe Wood           | Shannon O'Neal                               |
| Mary Hollis Inboden | Jodi O'Neal                                  |

### Reparto recurrente
| Actor          | Personaje       |
| -------------- | --------------- |
| Hannah Marks   | Mimi            |
| Sarayu Rao     | Marcia Worthman |
| Sean Grandillo | Brett Young     |